# Європейський День боротьби з торгівлею людьми
Європе́йський день про́ти торгі́влі людьми́ (англ. European Anti-Trafficking Day) відзначається щороку 18 жовтня.
Європейський день боротьби з торгівлею людьми був започаткований 18 жовтня 2007 Європейським Парламентом як день консолідації діяльності з підвищення рівня обізнаності щодо феномену торгівлі людьми, особливо жінками та дітьми, небайдужості громадськості до цього явища та візуалізації проблеми на глобальному рівні.